# Lev Kreft
Lev Kreft (ur. 15 września 1951 w Lublanie) – słoweński polityk, filozof, socjolog i nauczyciel akademicki, parlamentarzysta, kandydat w wyborach prezydenckich w 2002.

## Życiorys
Syn dramaturga Bratka Krefta i aktorki Judity Hahn. Ukończył filozofię i socjologię na Uniwersytecie Lublańskim (1976), na tej samej uczelni uzyskał magisterium (1981) i doktorat (1988). Zawodowo związany z Uniwersytetem Lublańskim jako wykładowca estetyki, w 2001 objął pełną profesurę. W 1983 był współzałożycielem słoweńskiego towarzystwa estetycznego, od 1999 do 2004 pełnił funkcję jego prezesa. Autor publikacji książkowych i artykułów poświęconych estetyce. Przewodniczył radzie instytutu Mirovni inštitut (2000–2004), od 2004 pełnił funkcję jego dyrektora wykonawczego.
Był członkiem zarządu powstałego w 1989 stowarzyszenia UJDI, deklarującego działalność na rzecz demokratyzacji Jugosławii. W latach 1990–1996 zasiadał w słoweńskim parlamencie, od 1993 do 1996 pełnił funkcję wiceprzewodniczącego Zgromadzenia Państwowego. Wchodził w skład kierownictwa postkomunistycznej Zjednoczonej Listy Socjaldemokratów. W 2002 kandydował w wyborach prezydenckich, w pierwszej turze zajął 6. miejsce wśród 9 kandydatów z wynikiem 2,25% głosów.